# 리세 콩도르세
리세 콩도르세(Lycée Condorcet)는 파리 9구에 있는 리세로, 생라자르 역과 오스만 대로 사이 아브르 가 8에 위치해있다. 파리의 리세 가운데 가장 오래 된 4개의 리세 중 하나이다.

### 동문

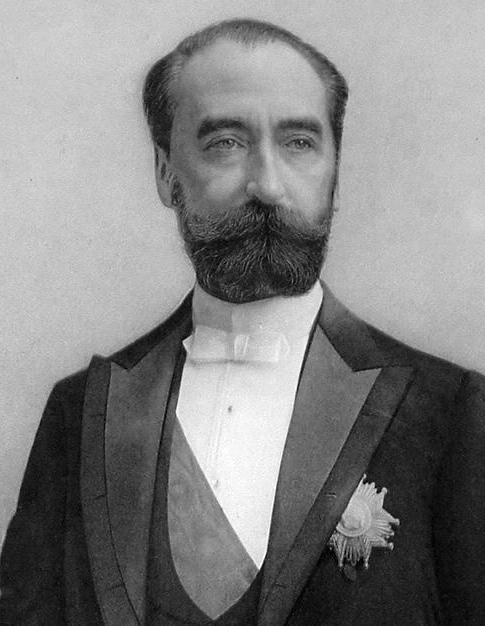
프랑스 대통령 사디 카르노
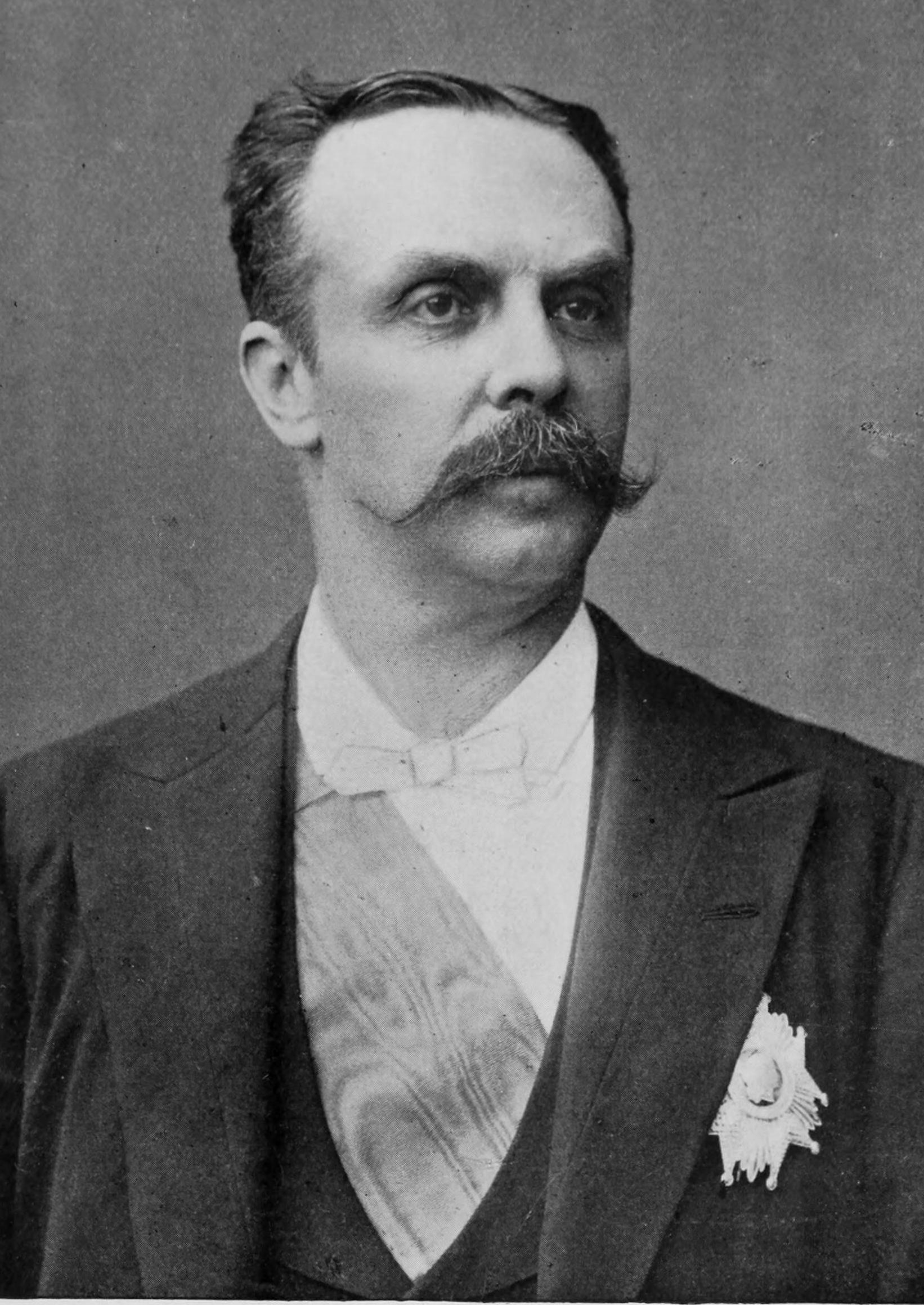
프랑스 대통령 장 카지미르페리에
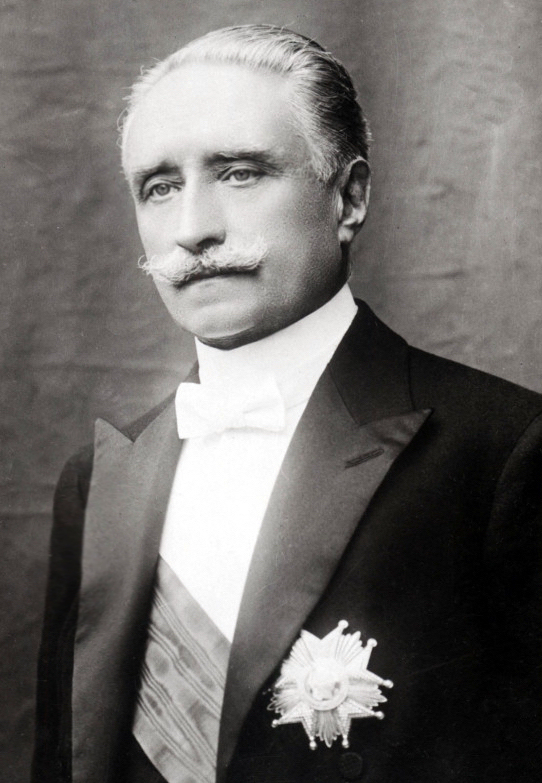
프랑스 대통령 폴 데샤넬
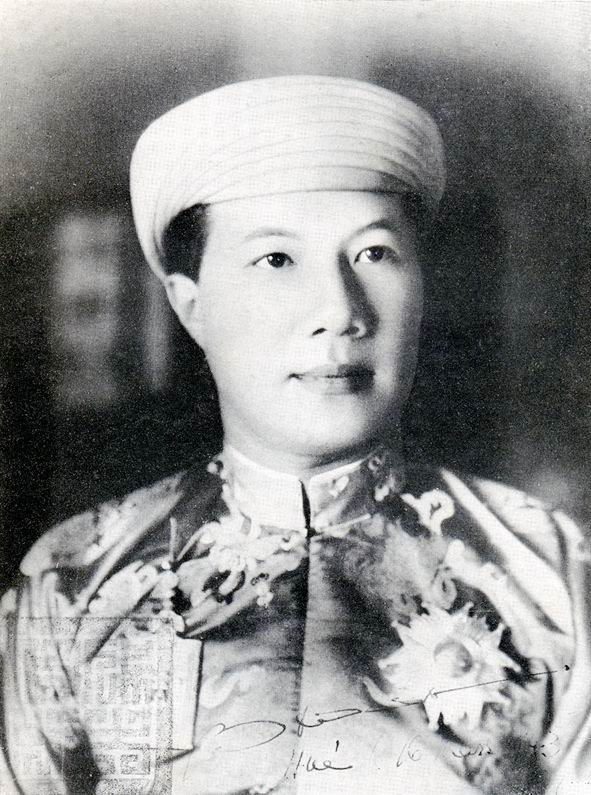
베트남 황제 바오다이
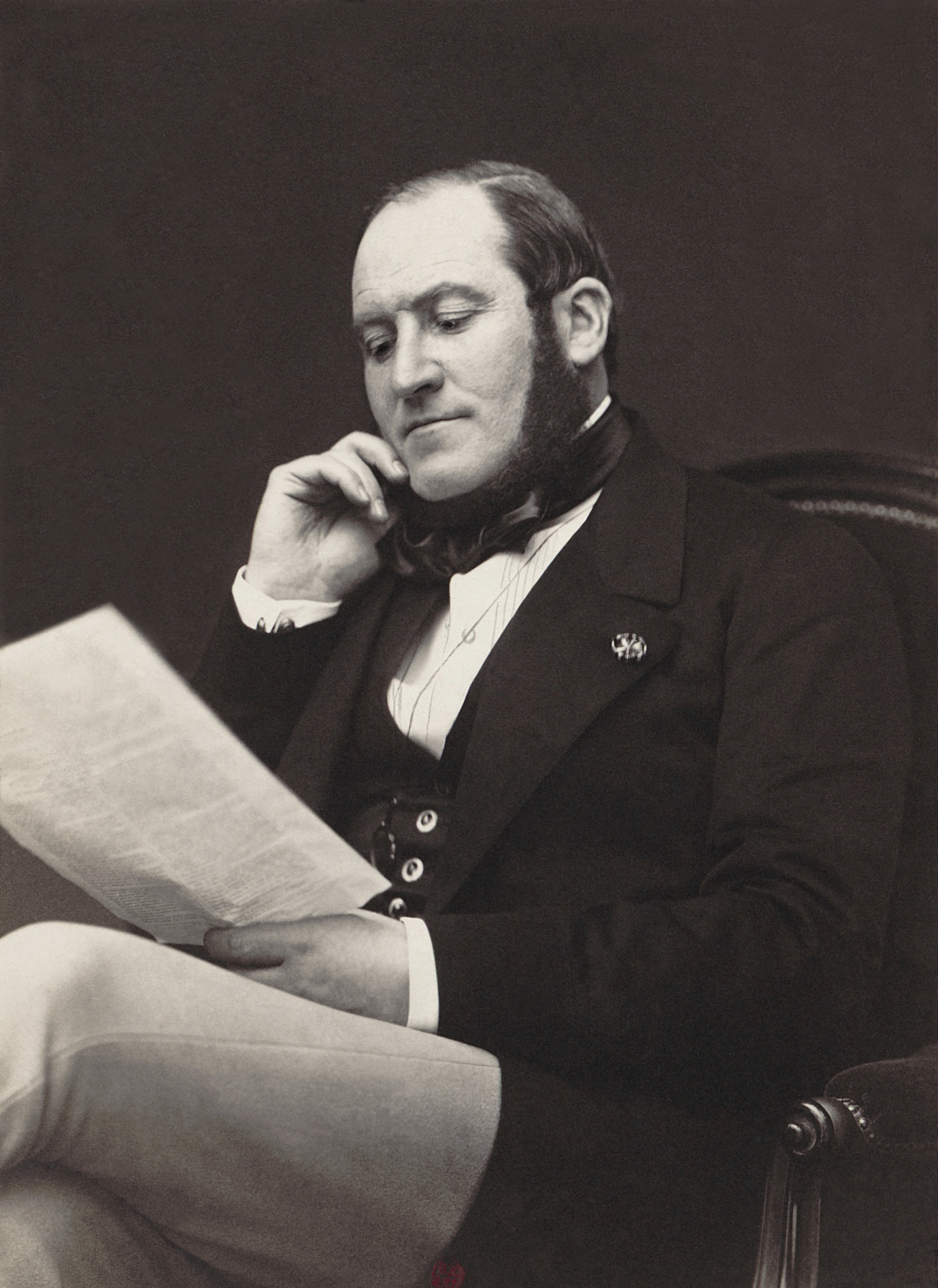
조르주 외젠 오스만
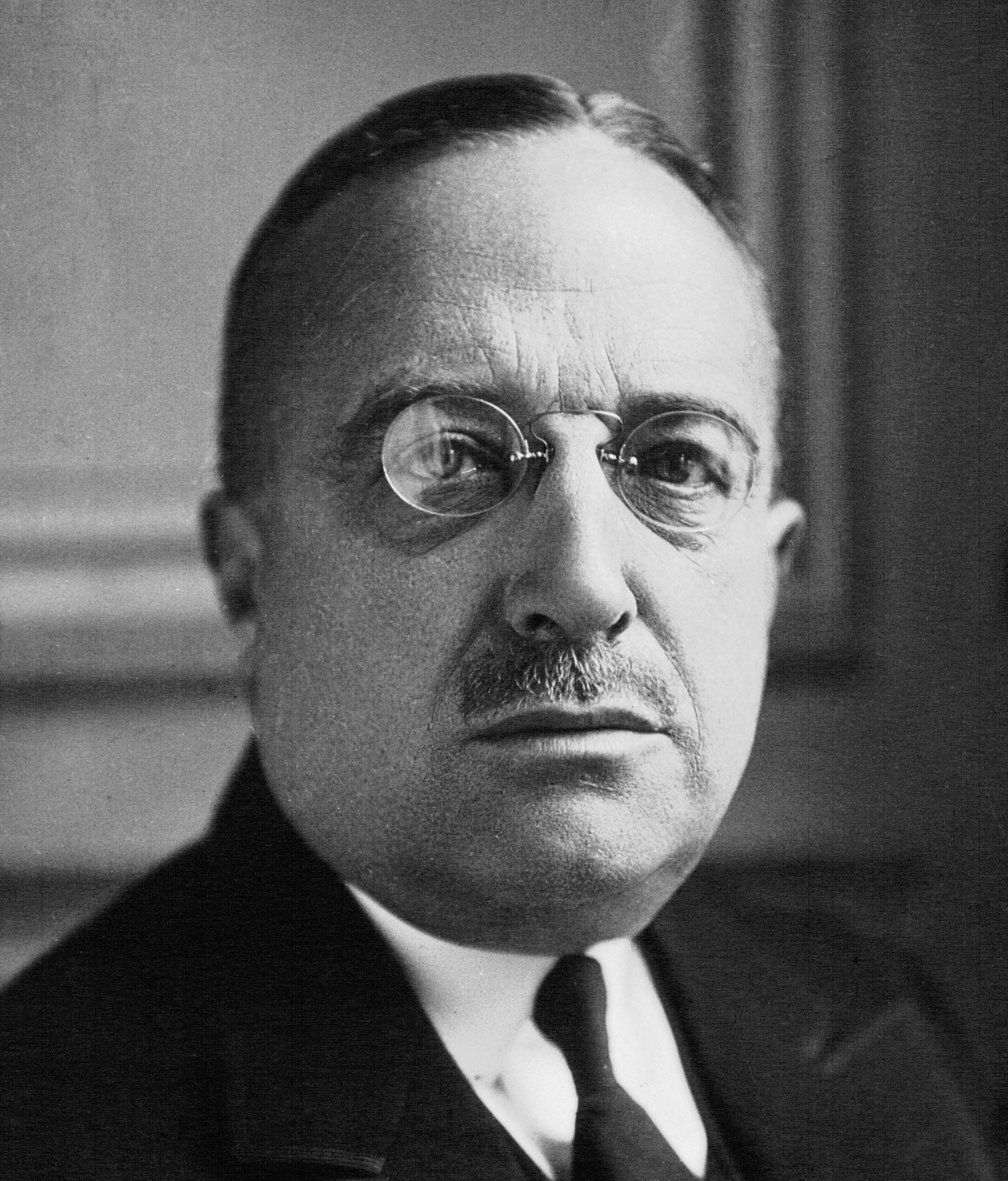
프랑스 총리 앙드레 다르디외
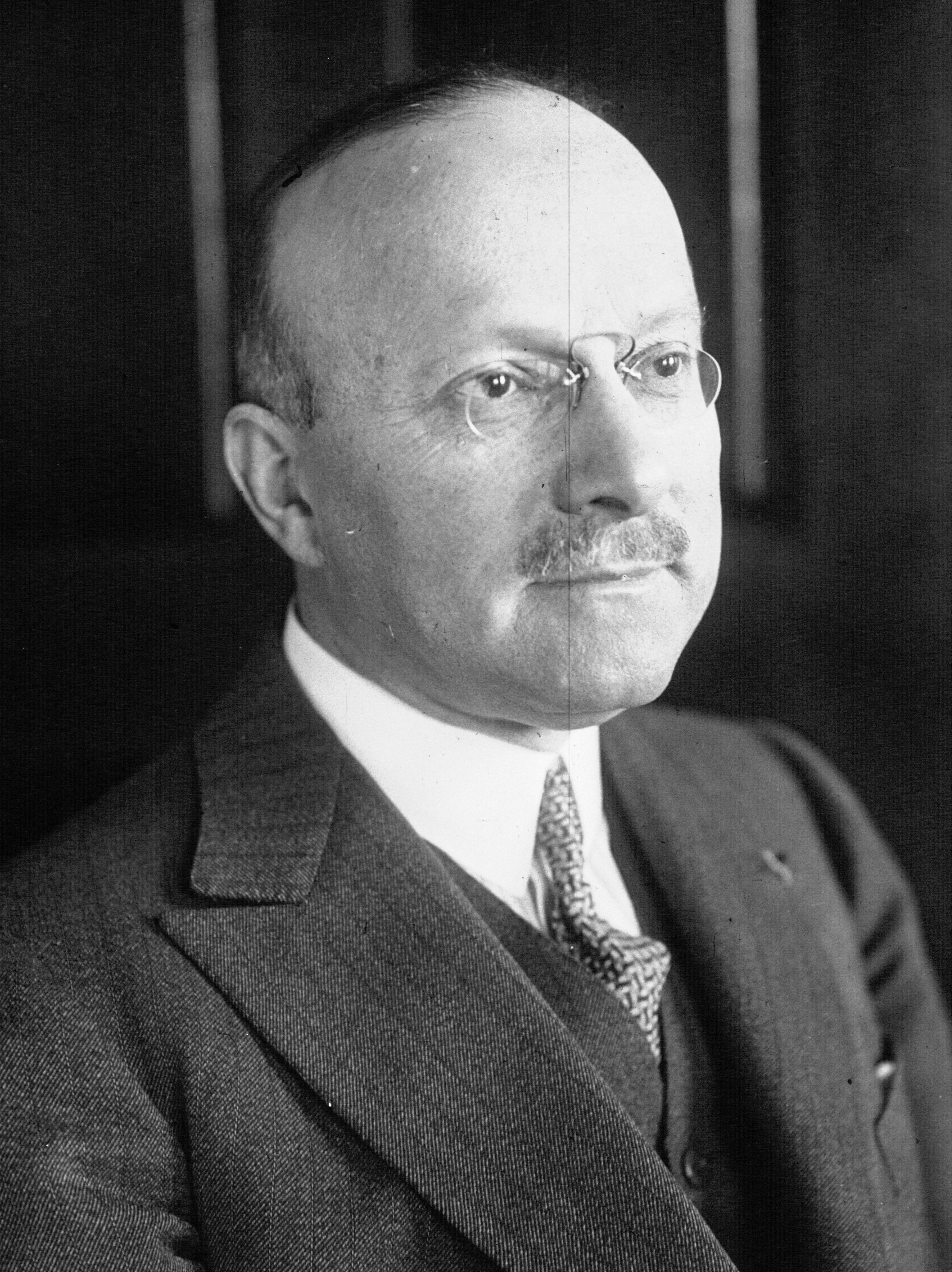
시트로앵 설립자, 앙드래 시트로앵
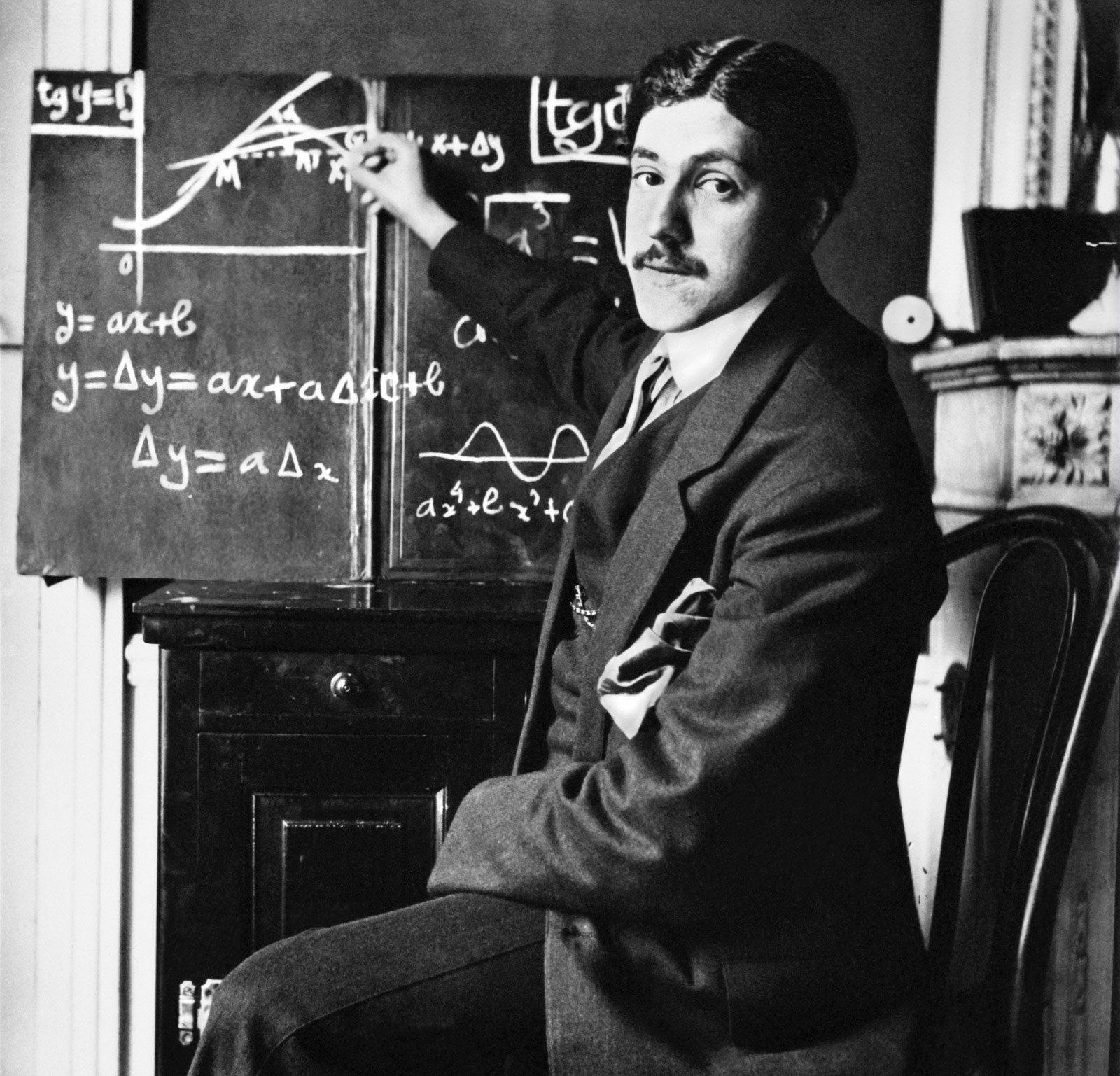
다소 항공기 설립자, 마르셀 다소
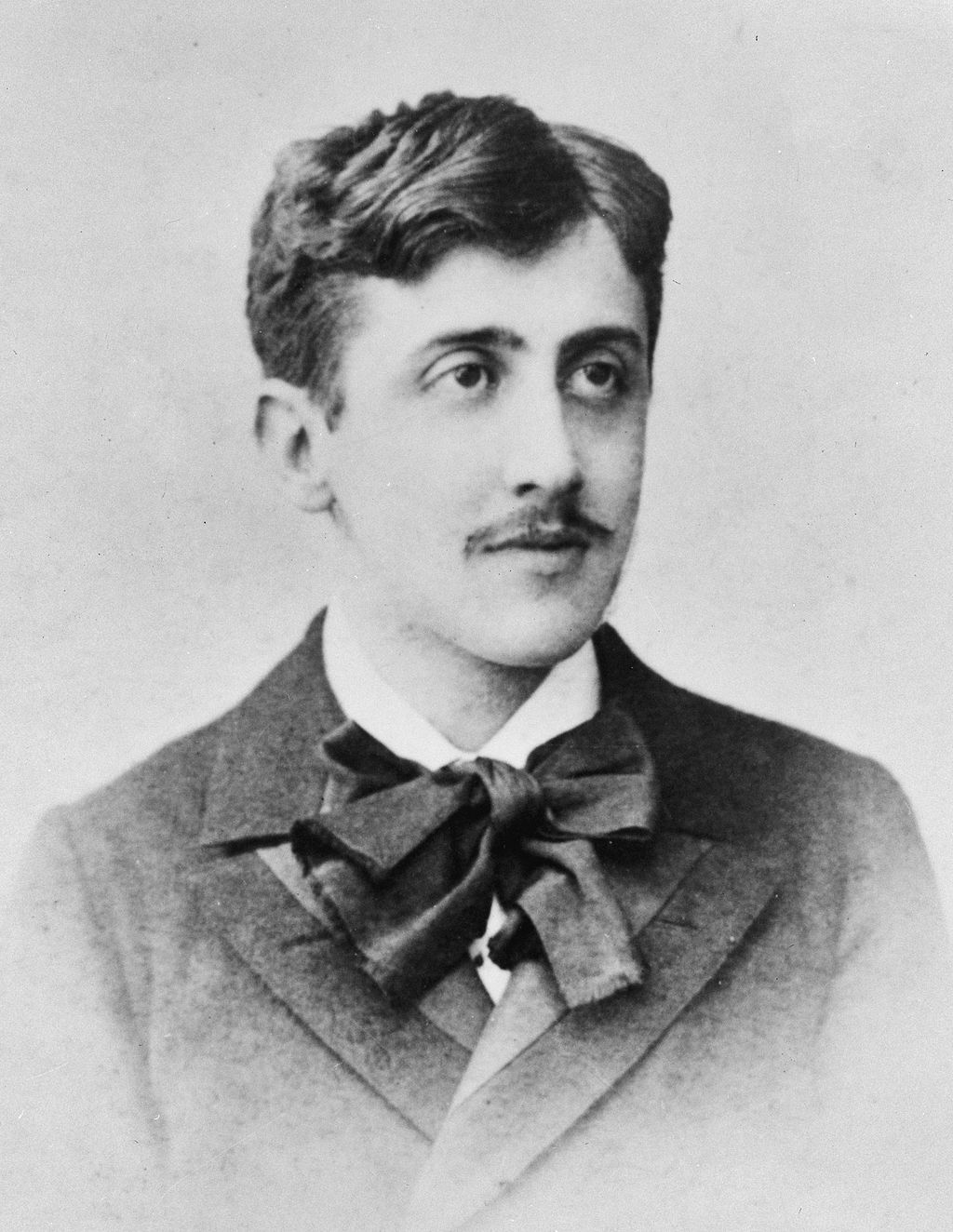
마르셀 프루스트
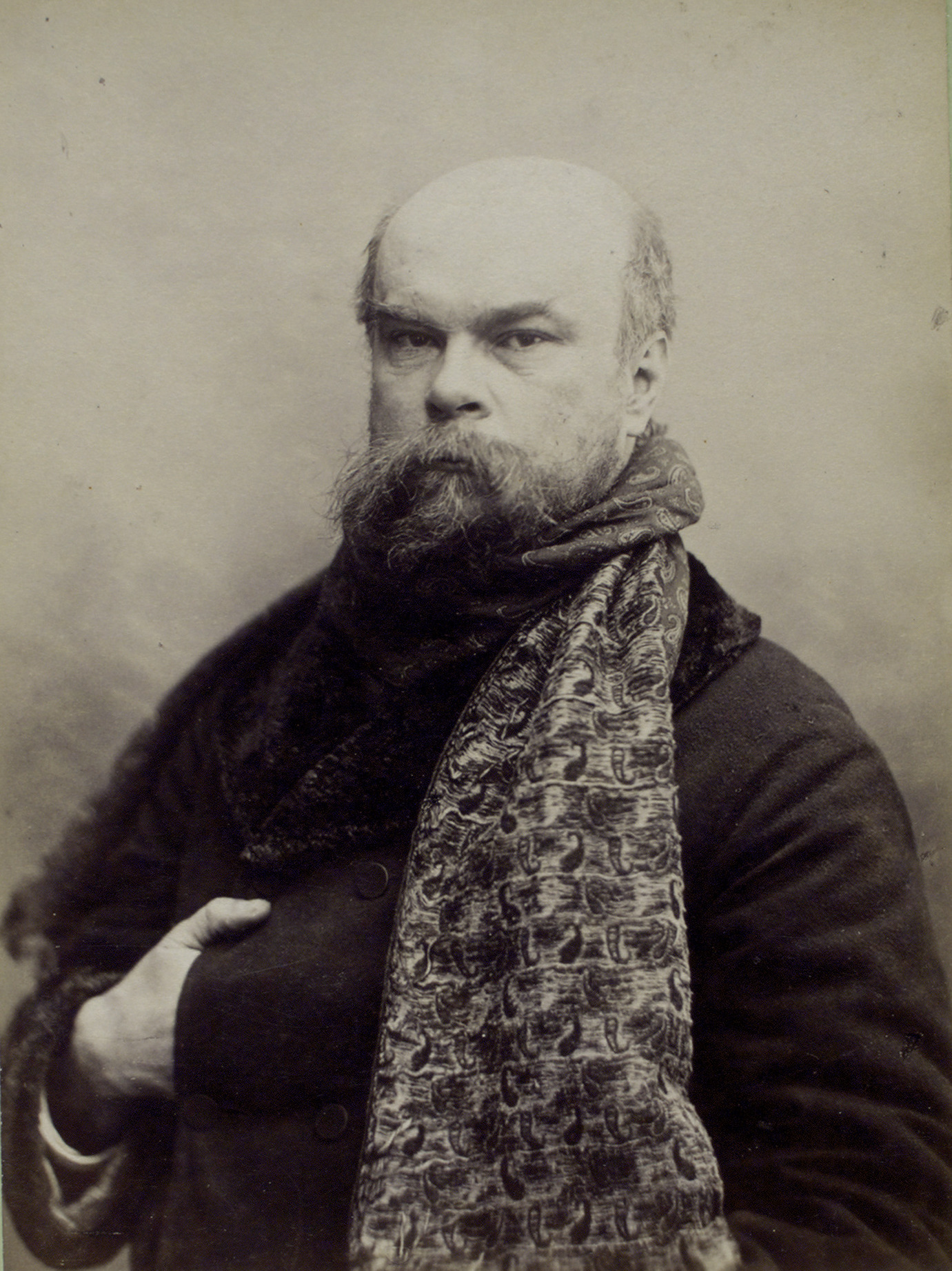
폴 베를렌
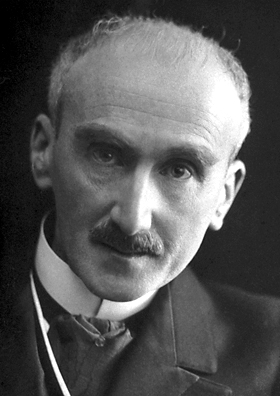
앙리 베르그송
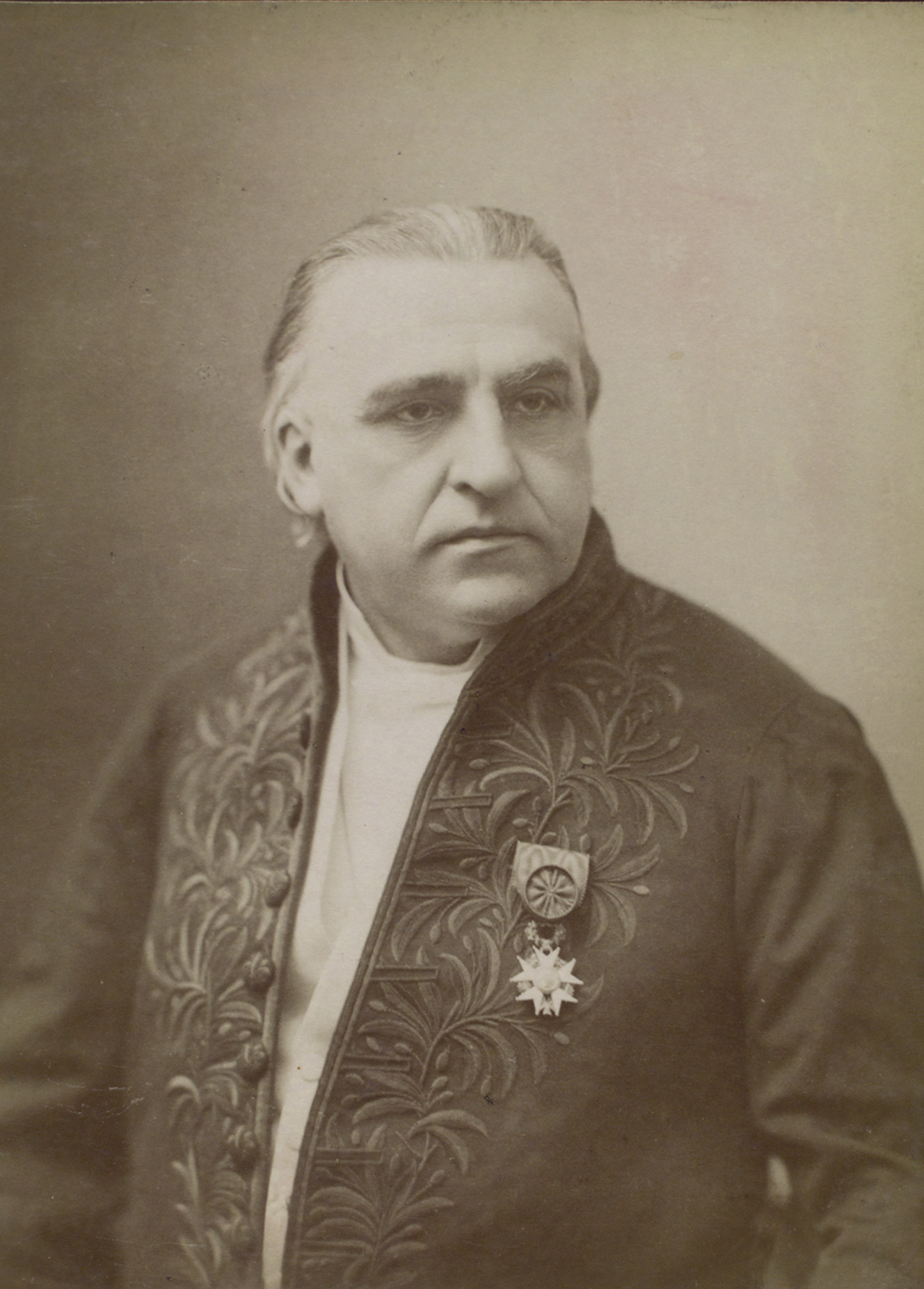
장마르탱 샤르코
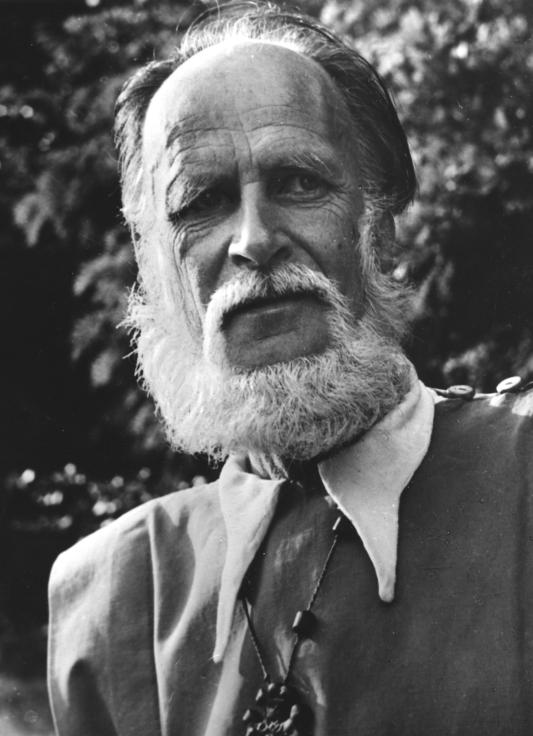
Lanza del Vasto
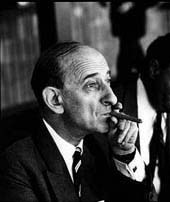
레몽 아롱
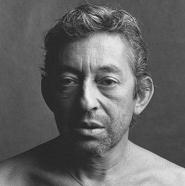
세르주 갱스부르
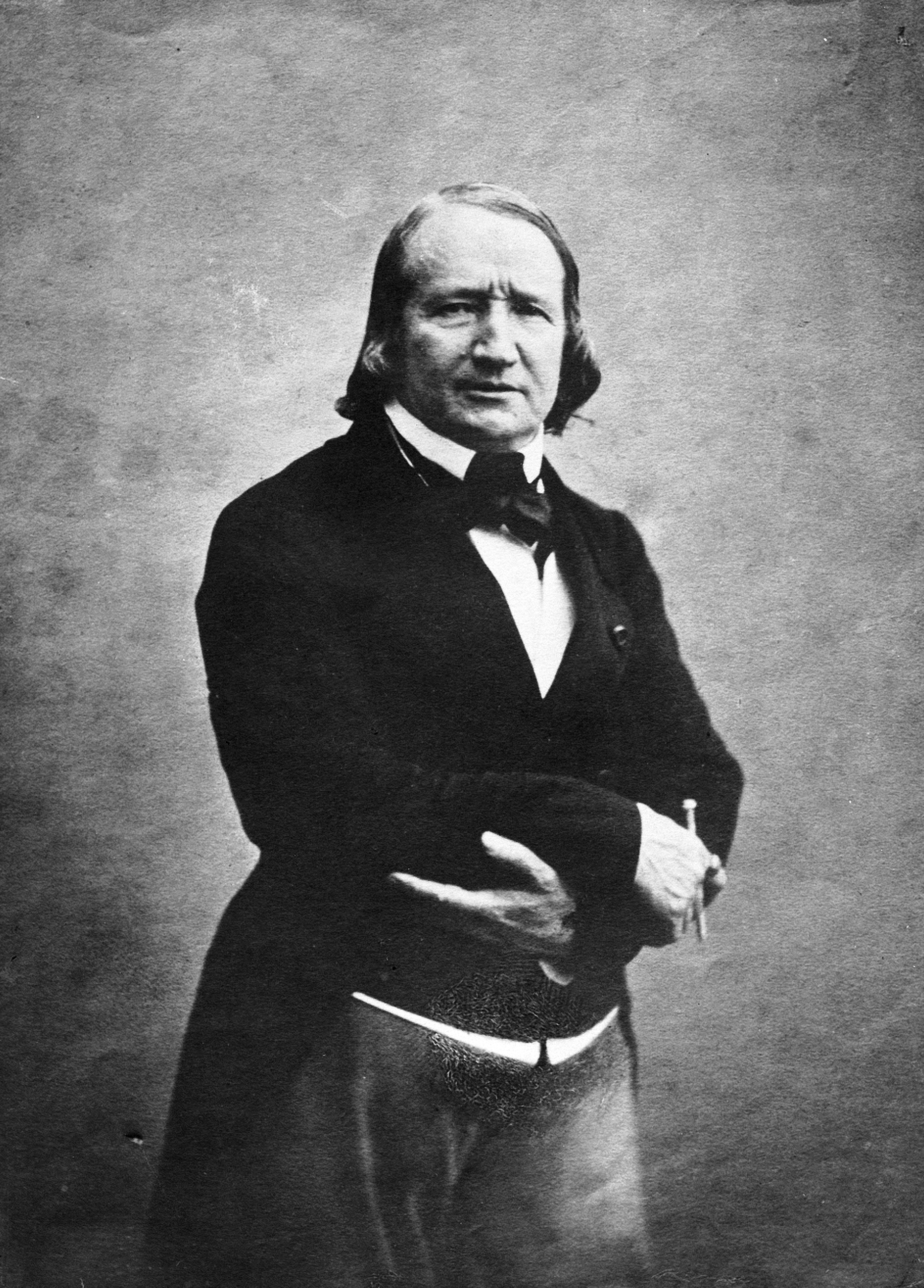
알프레드 드 비니
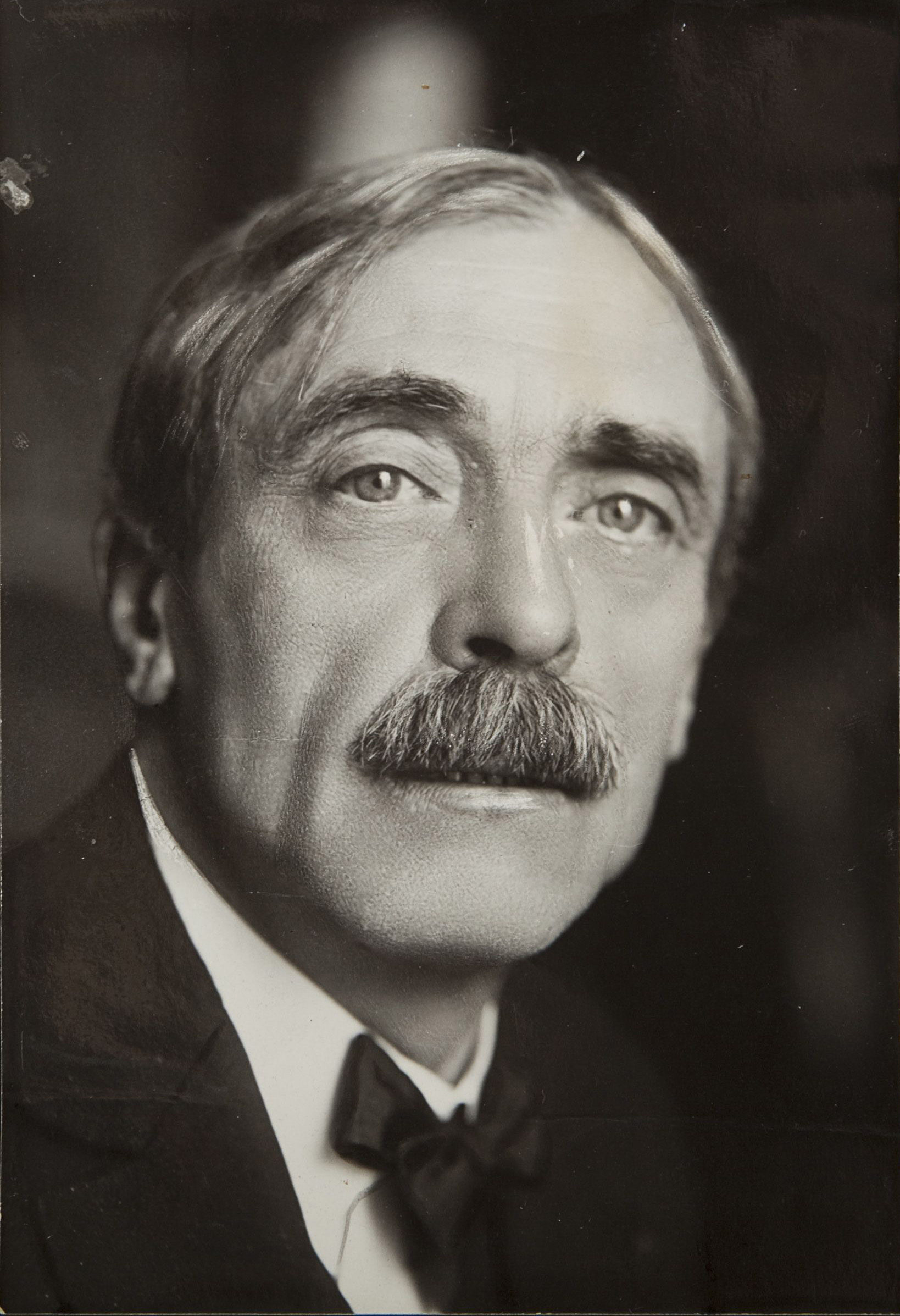
폴 발레리
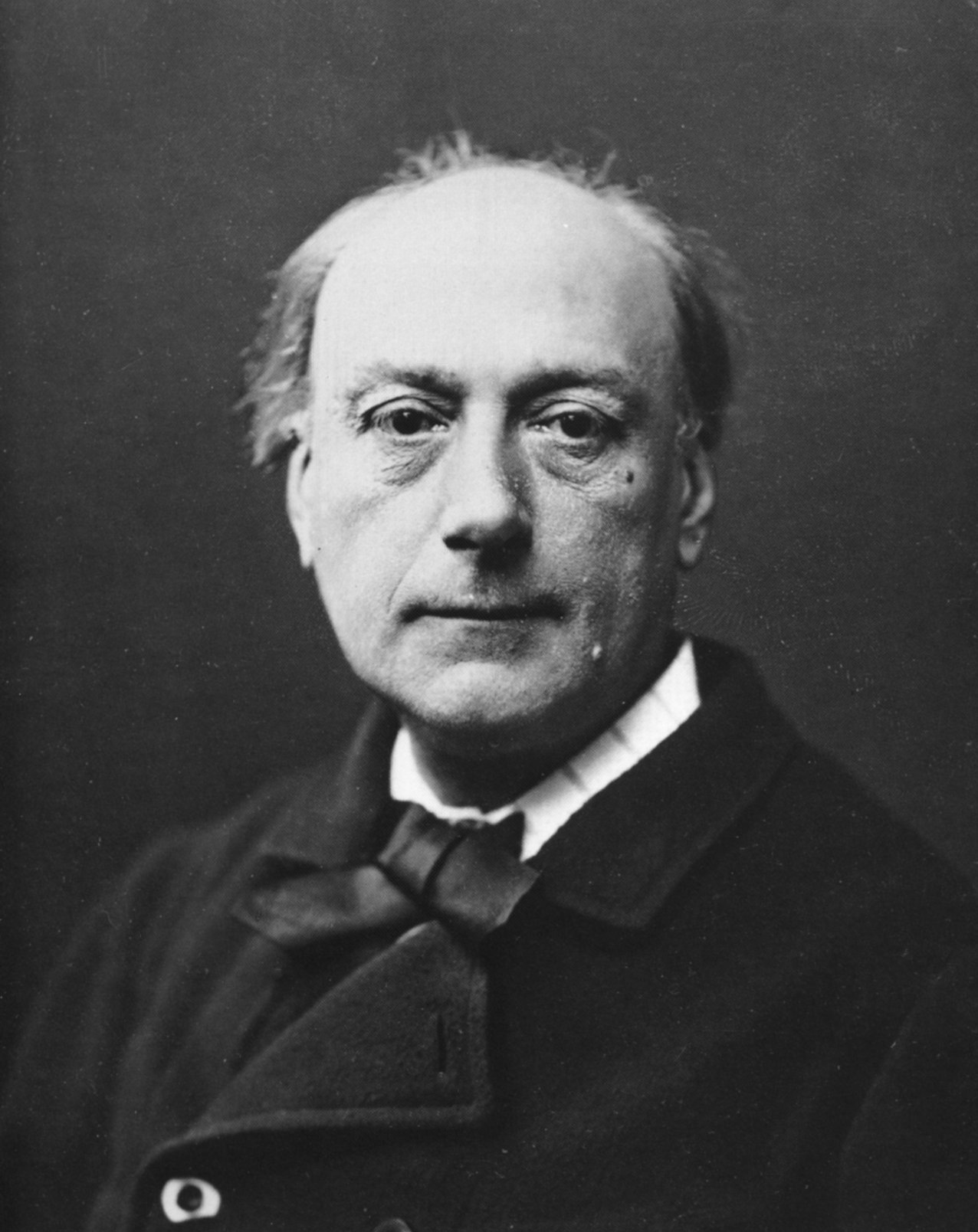
테오도르 드 방빌
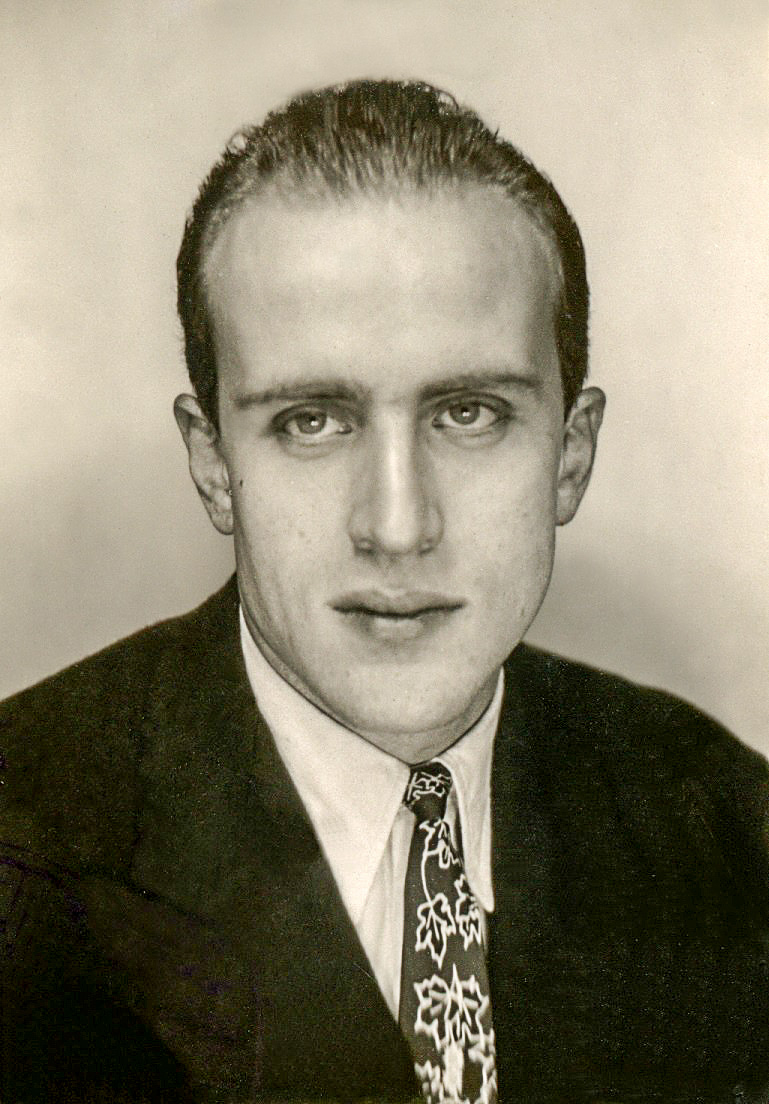
보리스 비앙
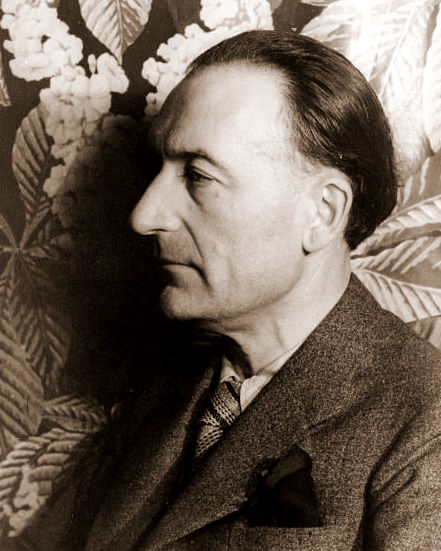
쥘 로맹
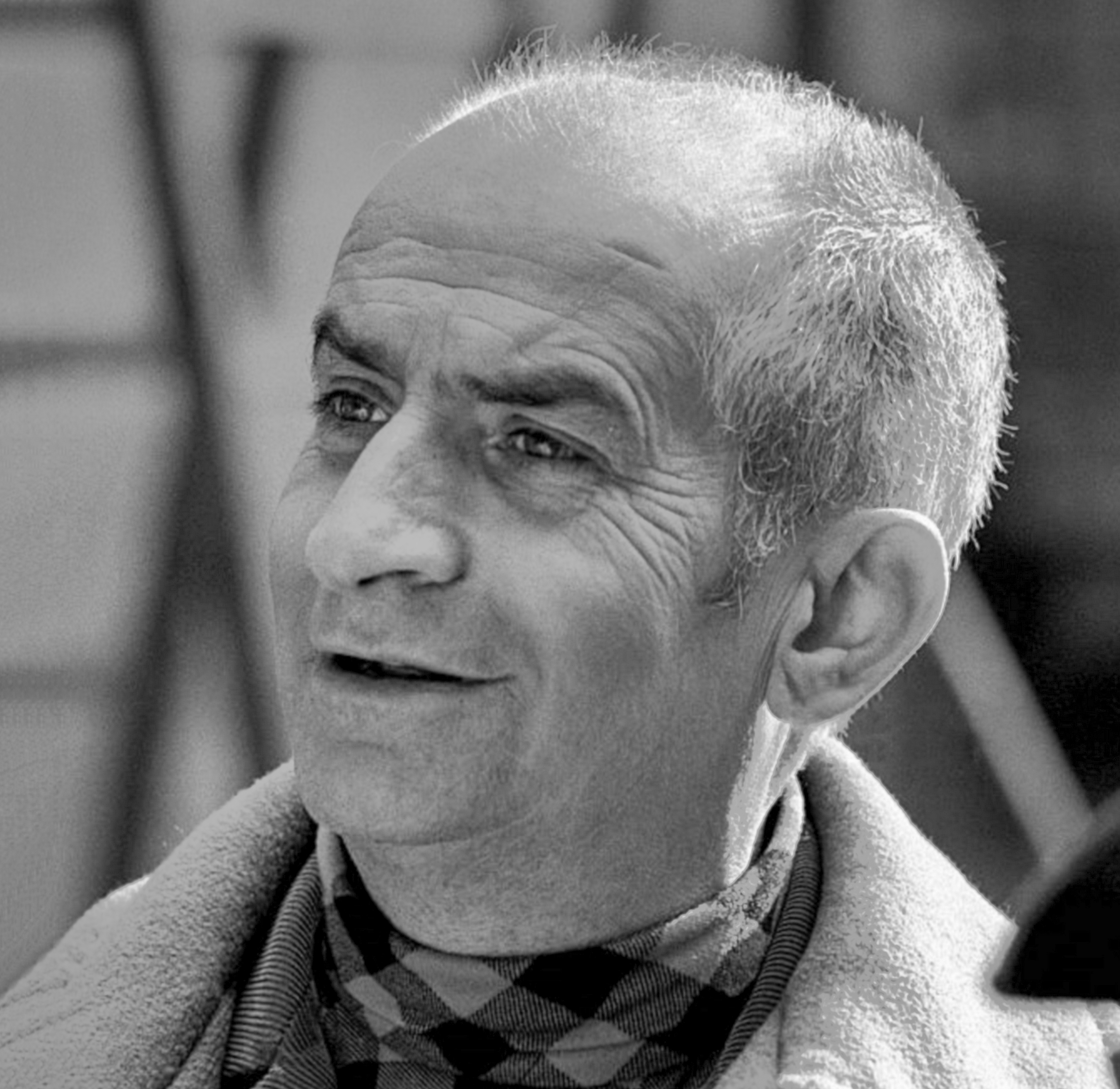
루이 드 퓌네
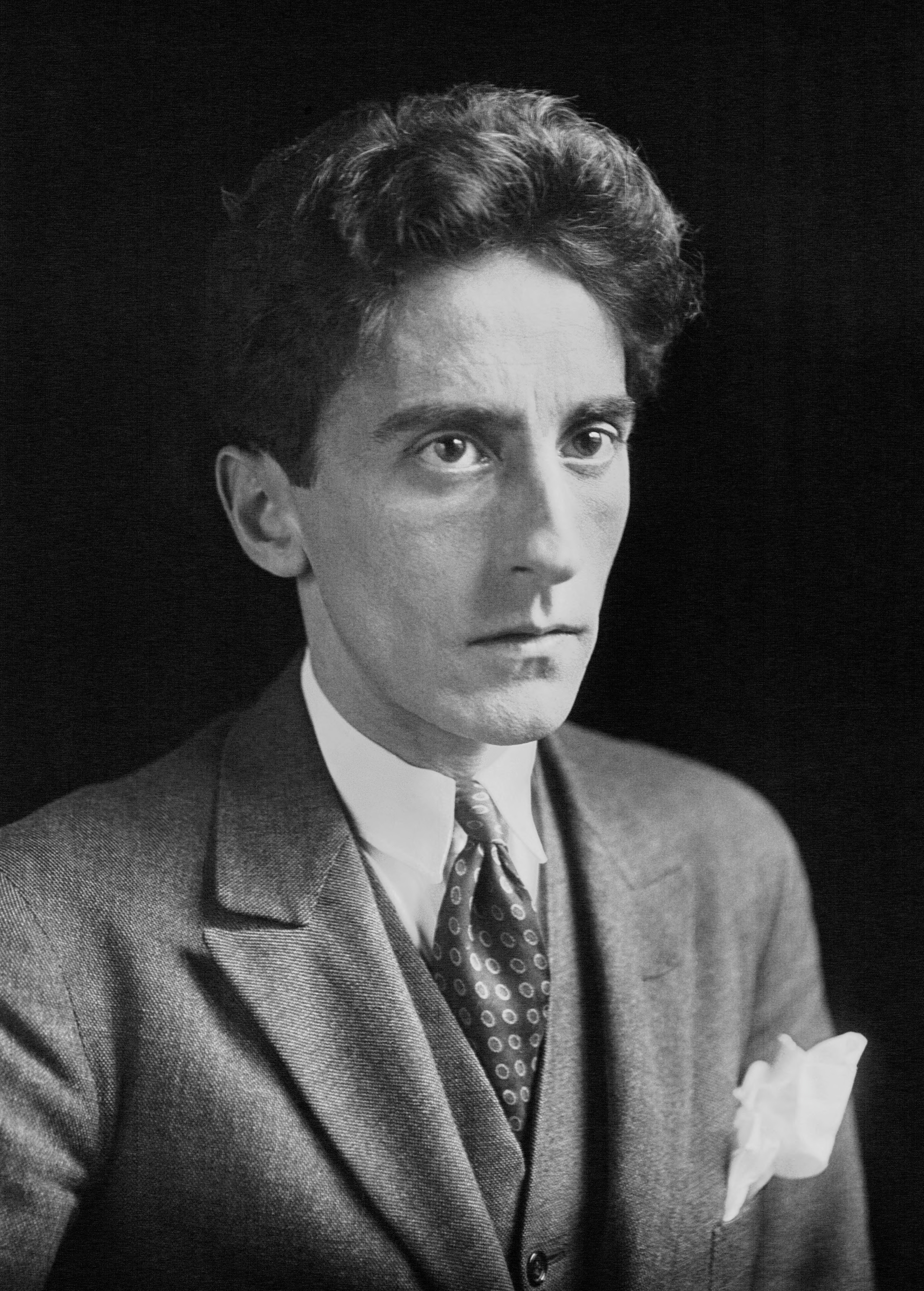
장 콕토
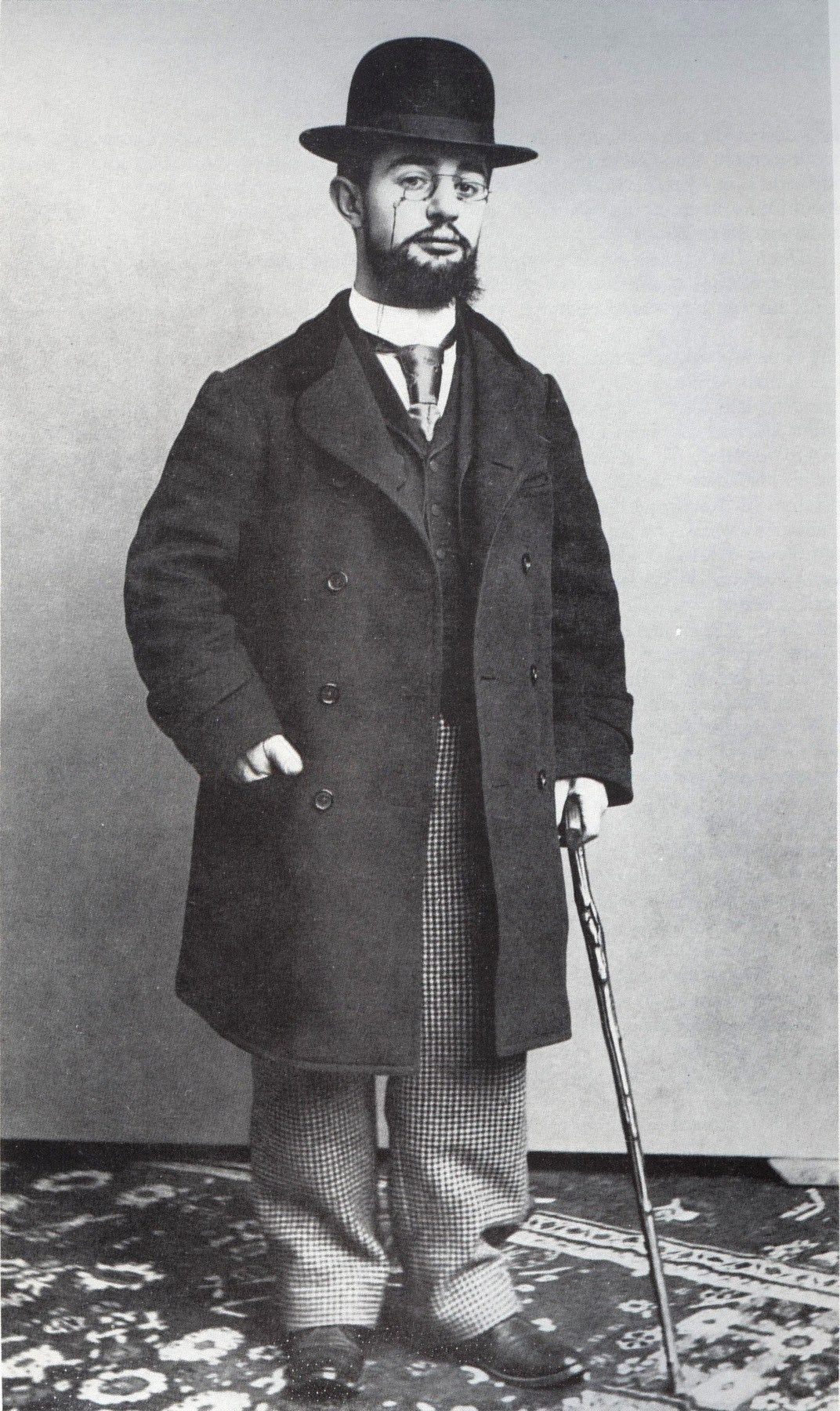
앙리 드 툴루즈로트렉
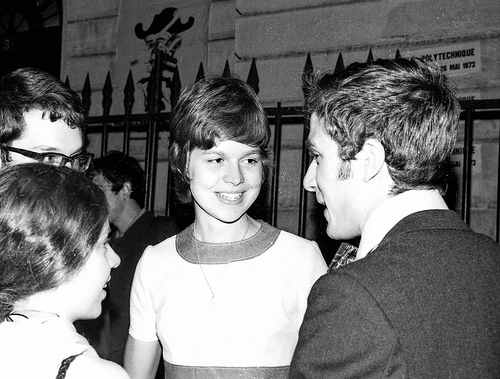
안 쇼피네
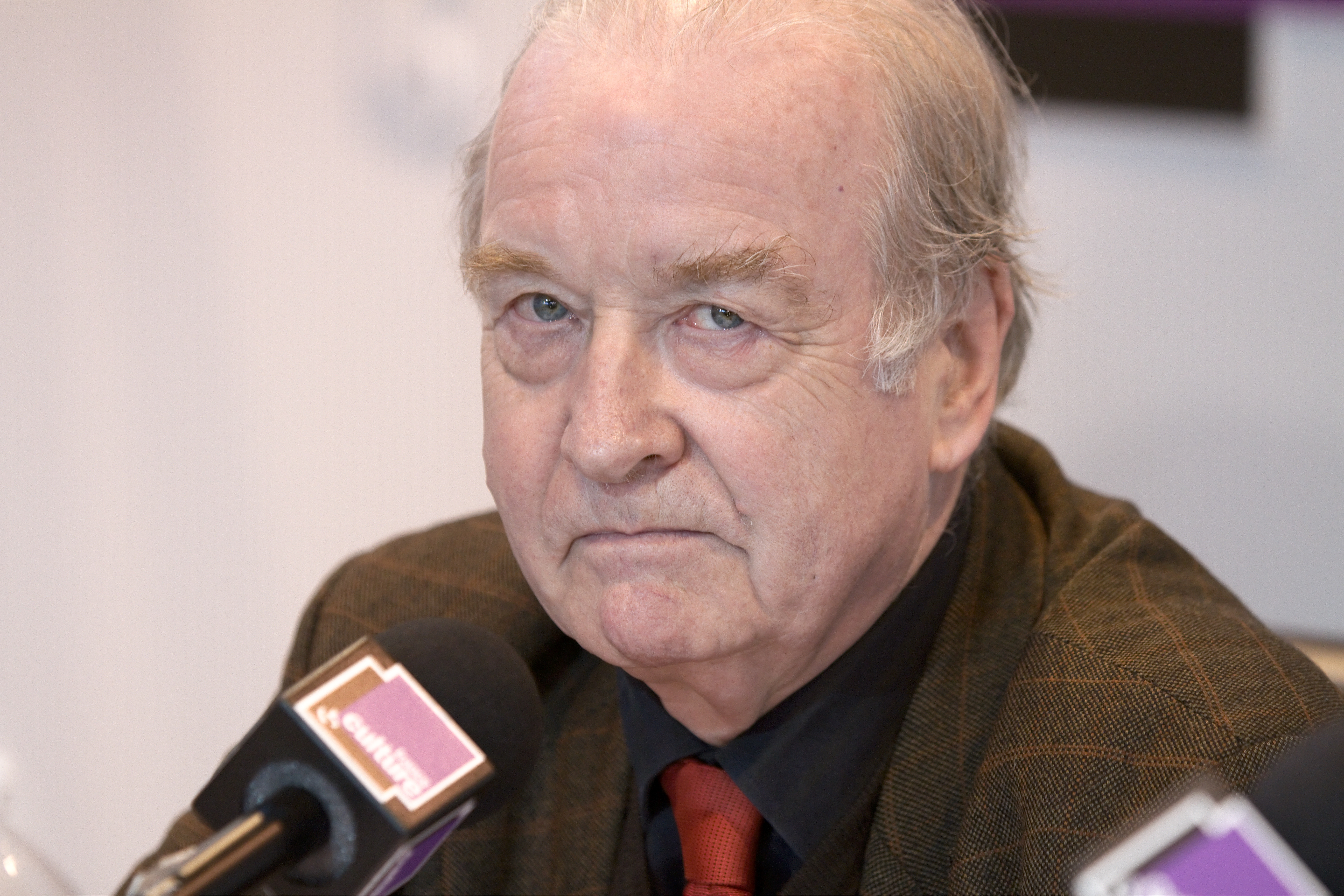
미셸 시망

리세 콩도르세의 모든 교실(시험실, 도서관 등을 포함하여)은 동문들의 이름을 따왔다.